# 国家について

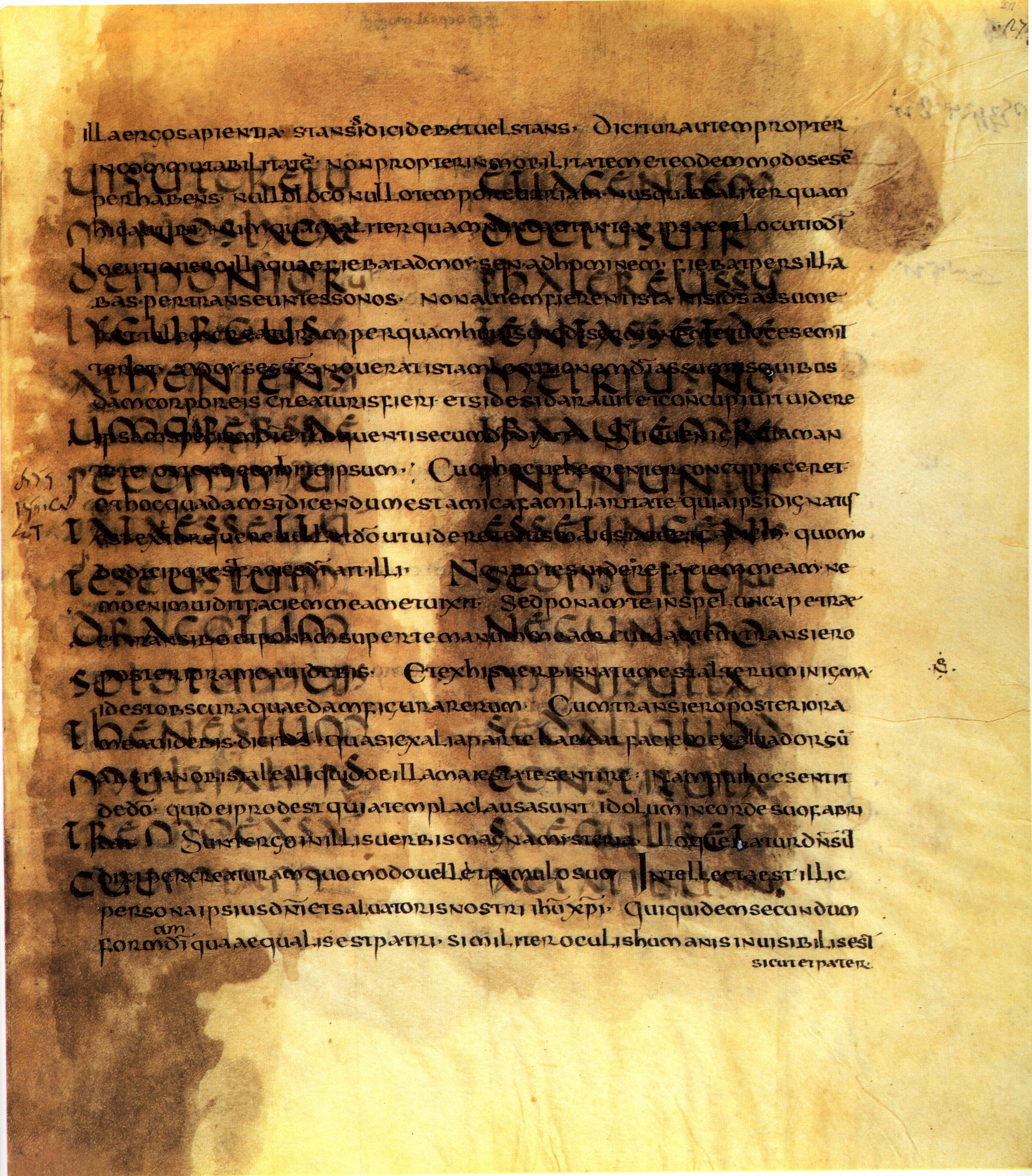
1819年バチカン図書館で発見された7世紀のパリンプセスト。アンシャル体で大字の『国家について』に、小字のアウグスティヌス『詩篇注解』が上書きされている。

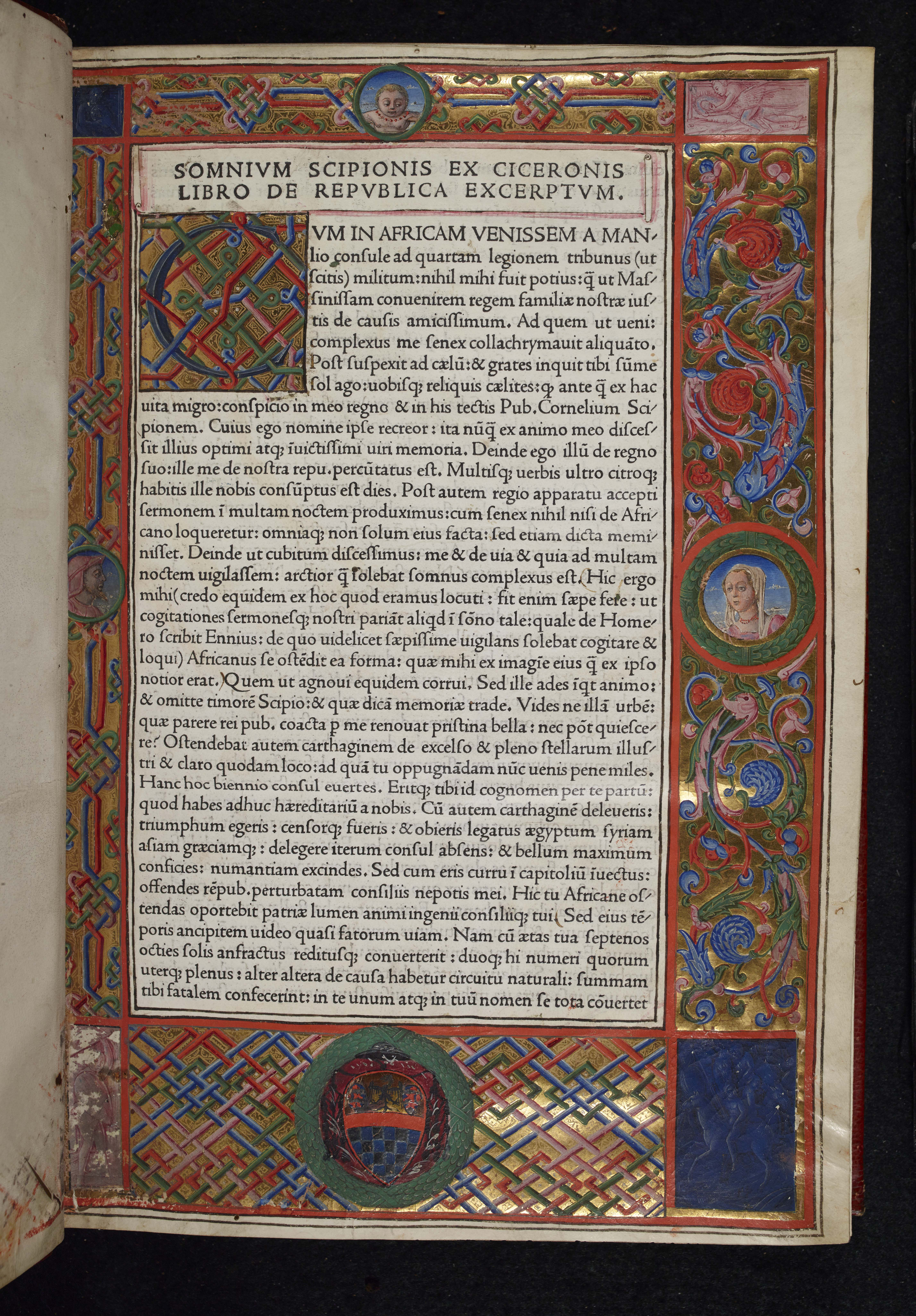
15世紀ニコラ・ジャンソンが刊行したマクロビウス『スキピオの夢注解』彩色本

『国家について』（羅: De re publica、『国家論』とも）は、古代ローマの政治家・哲学者であるキケロの著作。前51年成立。プラトン『国家』に倣い、小スキピオを主人公とする対話篇の形で、共和主義・混合政体などの国家論・政治哲学を説く。
全6巻だが、現存するのはその3分の1程度の断片である。断片は後世のアウグスティヌスやラクタンティウスによる逸文の引用や、1819年に発見されたパリンプセストを通じて伝わる。
とくに第6巻の「スキピオの夢」（羅: Somnium Scipionis）と呼ばれる、小スキピオが見た宇宙論的な夢を述べる箇所は、5世紀のマクロビウスによる注釈書『スキピオの夢注解』を通じて伝わり、中近世ラテン世界で盛んに読まれた。

## 背景

### 成立
本書はキケロ晩年の前54年から前51年にかけて書かれた。当時のキケロは、カティリナ弾劾後の追放、および第一回三頭政治の台頭による政治的苦境にあり、雌伏しながら著述に専念していた。完成すると友人のアッティクスが最初に読み、以来好評を博した。完成直後、キケロはキリキア総督となり政治に復帰した。

### プラトンの影響
本書は明らかにプラトンの『国家』を意識しており、多くの類似点が見出される。例えば、どちらも祝日におこなわれた対話であること、『国家』が「エルの物語」で終わるのに対し本書は「スキピオの夢」で終わること、『国家』が『法律』を続編とするのに対し本書は『法律について』を続編とすること、その続編にプラトン本人/キケロ本人が登場すること、などが挙げられる。キケロは特定の学派に属さず折衷主義的立場をとったが、プラトンを一貫して讃美していた。「スキピオの夢」で扱われる「霊魂の不滅」や「自殺の可否」も、元々プラトンが『パイドン』などで扱っており、キケロも本書以外に『トゥスクルム荘対談集』などで扱っている。
一方でプラトンと対立する点もあり、「理論志向」のプラトンに対する「実践志向」のキケロ、とも評される。つまり例えば、『国家』の理想国が実現不可能とされるのに対し本書の理想国は実現可能とされること、『国家』が普遍性を重視するのに対し、本書は「父祖の遺風」を背景に、自国史などの個別性を重視すること、などが挙げられる。キケロは哲学理論と政治実践の統合を目指していた。
キケロ自身は、本書を「プラトン、アリストテレス、テオプラストス、そして全ペリパトス派によって研究されてきたテーマ」を扱う著作だと述べている。

### スキピオ・サークル
本書の登場人物である小スキピオを中心とする知識人サークル「スキピオ・サークル」を、キケロは理想視しており、本書だけでなく『友情について』にも登場させている。混合政体論・政体循環論の先達であるポリュビオスもこのサークルに属していた。
執筆途中、登場人物をスキピオ・サークルでなく、キケロ本人とその弟クィントゥスに改めることも検討された（下記引用）。
舞台を今の時代にしてしまうことで、誰かが気分を害するんじゃないか、そのことを私は心配したのだ。そうしたことがないよう配慮しつつ、私とお前とが対話する形にしようかと今は考えている。ローマ市に帰ったら初稿を送ろう。かなりの労作なことは、お前にも分かってもらえると思う。—キケロ、『弟クィントゥス宛書簡』3.5.2
しかし最終的にスキピオ・サークルのままになった。ただし、続編の『法律について』ではスキピオ・サークルに代わり、キケロ、クィントゥス、友人のアッティクスの3人の対話を描いている。
対話篇の登場人物を過去の人物にするのはプラトンの対話篇に倣ったものであるのに対し、現代の自分たちにするのはアリストテレスの散佚した対話篇に倣ったもの、と推測される。

## 内容

### 場面・登場人物・序文
前129年ラテン人の祭日に、小スキピオ邸の庭園で、スキピオ・サークルに属する以下の9人がおこなった対話を描く。
1. 小スキピオ - 主人公。キケロの代弁者[22]。同年に暗殺される。
2. クイントゥス・アエリウス・トゥベロ（英語版）
3. ガイウス・ファンニウス
4. ルキウス・フリウス・ピルス
5. マニウス・マニリウス
6. クィントゥス・ムキウス・スカエウォラ (紀元前117年の執政官)
7. スプリウス・ムンミウス（英語版）
8. ガイウス・ラエリウス・サピエンス
9. プブリウス・ルティリウス・ルフス

対話は3日間にわたり、各日が2巻ずつに当たる。
各日の初めに、キケロによる序文が付されている。こうした序文はギリシアの対話篇にないキケロの独自要素、あるいはアリストテレスの散佚した対話篇に倣ったものと推測される。
前129年前後は、グラックス兄弟の改革をめぐって国家が分裂していた時期だった。キケロは、これを執筆当時の第一回三頭政治による分裂に重ね、分裂の解決策を示そうとして本書を執筆した。

### 第1-2巻
序文の後、天の異兆である「幻日」（太陽が二つあること）の発生報告をめぐる、宇宙論的な議論から対話が始まる。そこで、天に二つの太陽があることよりも、ローマが二つに分裂していることの方が喫緊の問題であるとして、そもそも「国家」とは何であるかに議論が移る。
小スキピオは、「国家」（羅: res publica レス・プブリカ）とはすなわち「人民のもの」（羅: res populi）であるとした上で、アリストテレス『政治学』における「ポリス的動物」と同様の国家起源論を説く。国家が誕生すると必ず権力の委任者を必要とする。その委任者の人数に応じて「王政」「貴族政」「民主政」の3種の政体がある。そこでどの政体が最善かをめぐって議論になり、ロムルスによる王政ローマ建国以来の歴史と政体循環論を述べる。最終的に、共和政ローマのような混合政体が最善であるという結論に至り、今後も共和政を維持するべきだと説く。

### 第3-5巻
第3巻では国家の存続に必要な「正義」を、第4巻では倫理、教育を、第5巻では指導者の養成などを論じるが、第4-5巻はわずかな断片しか残っていない。
思考実験の「カルネアデスの板」は、第3巻の散逸部分に対するラクタンティウス『神聖教理』の言及を通じて現代に伝わる。
ストア派的自然法論も第3巻に含まれており、同じく『神聖教理』を通じて、ジョン・ロックらの自然法論に影響を与えた。

### 第6巻 スキピオの夢
「最も神聖にして最上たる父よ。お聞き下さい。祖父からここのものこそ真の命であると伺いました。何故私はこの地上でぐずぐずしているのでしょう。あなた方のところへ急いで行かなければ」「それは違う」父は言った……「人間には生まれた時から、お前の見ているこの聖域の中心にある、地球と呼ばれているあの球体を守るという定めがあるのだ……その務めから逃げたと思われるようなことをしてはならぬ」—キケロ、『スキピオの夢』7節（『国家について』6巻15節）
ナシカはグラックス兄を討ったのに相応の名誉を得られていない、という話題を受けて、第6巻9節から29節にかけて、小スキピオが20年前に見た夢の内容が語られる。
夢の中で、小スキピオは祖父の大スキピオに出会う。夢の舞台は天球説・地球球体説に基づく宇宙空間（恒星天）であり、天球の音楽が流れる中、ちっぽけな地球を見下ろす。そこで祖父から、地球5地帯説、地上における名誉の儚さ、霊魂の不滅、死後の救済としての天上での永遠の生、などについて教わる。それを知った上でなお自殺せず、生きて政治の責務を果たすよう激励される。

## 伝来・受容

### 逸文
本書は中世までに散逸したものの、古代のアウグスティヌス、ラクタンティウス、テルトゥリアヌス、ノニウス・マルケルスらに受容され、彼らを通じて複数の逸文が伝わる。

### スキピオの夢注解
逸文のなかでも、第6巻の「スキピオの夢」は、古代末期のマクロビウスによる注釈書『スキピオの夢注解』を通じて伝わり、宇宙論の古典として読み継がれた。また宇宙論だけでなく、シュネシオス『夢について』などと並ぶ夢理論の古典、中世西欧で発達した夢文学のジャンル「ドリーム・ヴィジョン」の先駆、ボエティウス『哲学の慰め』などが説く名誉虚無論の先駆にも位置付けられる。
『スキピオの夢注解』は、中世にはボエティウス、カペッラ、カルキディウスらの著作とともに読まれ、とくにシャルトル学派に代表される12世紀ルネサンス期に盛んに読まれた。イタリア・ルネサンス期には、ペトラルカらが受容した。チョーサーは本書に触発されて『鳥たちの議会』を著した。18世紀にはサミュエル・ジョンソンやエドマンド・バークが受容した。モーツァルトはオペラ『シピオーネの夢』を作ったが、これは本書自体でなくピエトロ・メタスタージオの作品の孫引きによっている。

### パリンプセスト
1819年、ブック・ハンターにしてピウス7世在位時のバチカン図書館長アンジェロ・マイが、同館所蔵のアウグスティヌス『詩篇注解』の羊皮紙写本を調査したところ、本書のパリンプセストであることが判明した。その内容は『国家について』全体の「4分の1」から「3分の1」ほどの断片だった。この写本は7世紀にボッビオ修道院でパリンプセストに加工され、17世紀に同院からパウルス5世に贈られたものだった。
2005年、バチカン図書館と日本の凸版印刷が共催したパリンプセスト解読事業「キケロ・プロジェクト」の名は、以上のできごとにちなむ。

## 日本語訳
- 池田英三「「スキピオの夢」研究」『北海道大学人文科学論集』第2号、北海道大学教養部人文科学論集編集委員会、1963年。
- 岡道男「国家について」『キケロー選集8 哲学I 国家について 法律について』岩波書店、1999年。ISBN 9784000922586。
  - 講談社〈講談社学術文庫〉、2025年1月。（山下太郎 解題）
- 水野有庸 著「スキピオの夢」、鹿野治助 編『世界の名著 13』中央公論社、1968年。NDLJP:2935156
- 山下太郎『ラテン語を読む キケロ―「スキーピオーの夢」』ベレ出版、2017年。ISBN 9784860645106。